# François Lefebvre de Laboulaye
François Lefebvre de Laboulaye (* 16. Juni 1917; † 28. August 1996 in Le Quesnay) war ein französischer Diplomat.

## Leben
François Lefebvre de Laboulayes Vater war der Diplomat André Louis Lefebvre de Laboulaye. Er war verheiratet mit Antoinette Mathieu de Vienne und hatte zwei Kinder: Hélène Lefebvre de Laboulaye (* 1941) und Stanislas de Laboulaye. Er war der französische Botschafter in Brasilien (1968 bis 1972), Japan (1973 bis 1975) und von 1977 bis 1981 in den USA.